# Urickij rajon
L'Urickij rajon (in russo Урицкий район?) è un rajon dell'Oblast' di Orël, nella Russia europea; il capoluogo è Naryškino.